# マクシミリアン・バナシェフスキ
マクシミリアン・バナシェフスキ（Maksymilian Banaszewski 、1995年3月22日 - ）は、ポーランド・ワルシャワ出身のサッカー選手。Iリガ・オードラ・オポーレ所属。ポジションは、ミッドフィールダー（ウイング）。